# Frank H. Buck

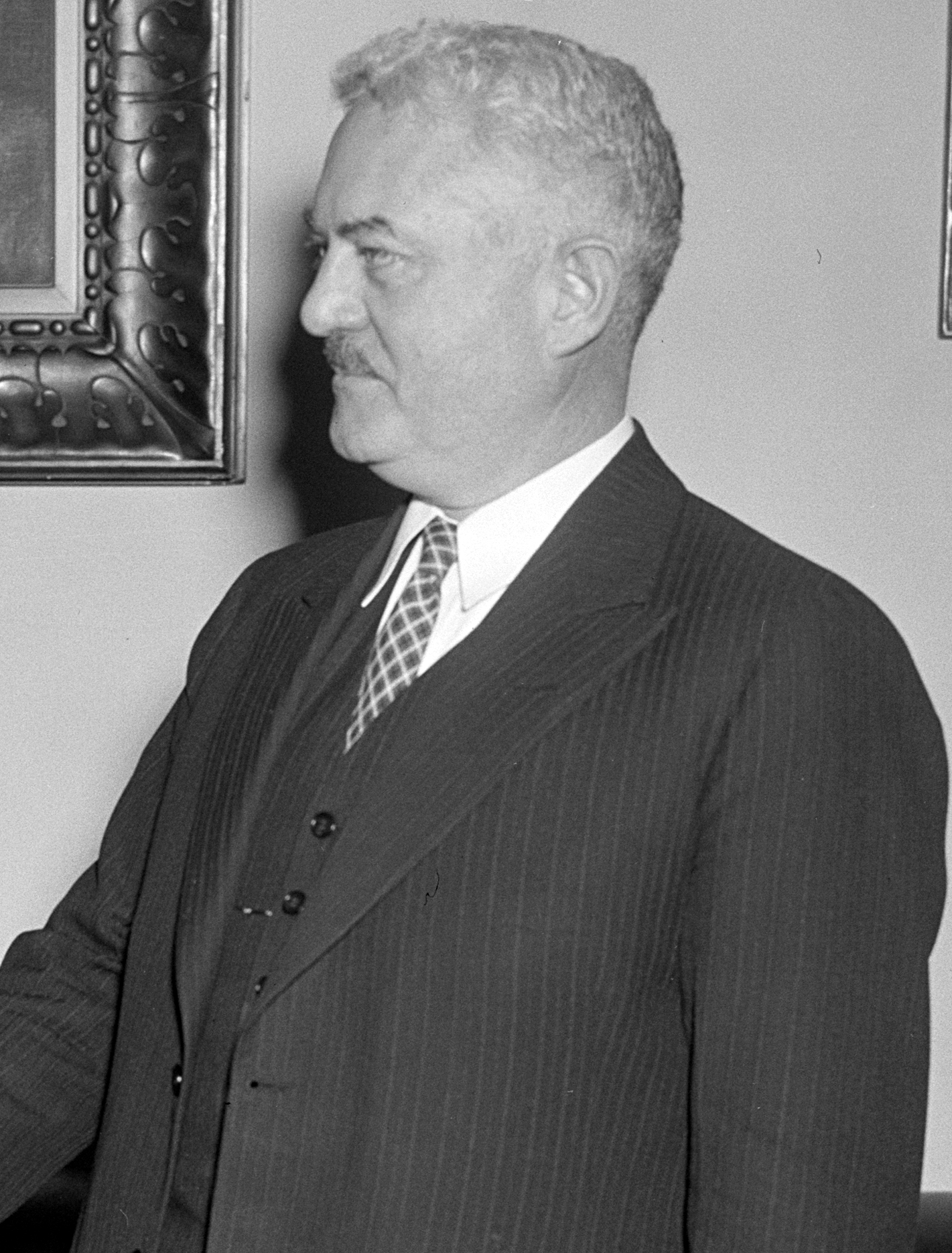
Frank H. Buck

Frank Henry Buck (* 23. September 1887 bei Vacaville, Kalifornien; † 17. Dezember 1942 in Washington, D.C.) war ein US-amerikanischer Politiker. Zwischen 1933 und 1942 vertrat er den Bundesstaat Kalifornien im US-Repräsentantenhaus.

## Werdegang
Frank Buck besuchte die öffentlichen Schulen seiner Heimat und studierte danach bis 1908 an der University of California in Berkeley. Nach einem anschließenden Jurastudium an der Harvard University und seiner 1911 erfolgten Zulassung als Rechtsanwalt begann er in San Francisco in diesem Beruf zu arbeiten. Außerdem betätigte er sich im Obstanbau und als Farmer in Vacaville. Später stieg er in das Holzgeschäft und die Ölbranche ein. Gleichzeitig schlug er als Mitglied der Demokratischen Partei eine politische Laufbahn ein. In den Jahren 1928, 1936 und 1940 war er Delegierter zu den jeweiligen Democratic National Conventions.
Bei den Kongresswahlen des Jahres 1932 wurde Buck im dritten Wahlbezirk von Kalifornien in das US-Repräsentantenhaus in Washington gewählt, wo er am 4. März 1933 die Nachfolge von Charles F. Curry Jr. antrat. Nach vier Wiederwahlen konnte er bis zu seinem Tod am 17. Dezember 1942 im Kongress verbleiben. Während seiner Zeit im Kongress wurden dort die New-Deal-Gesetze der Bundesregierung unter Präsident Franklin D. Roosevelt verabschiedet. Seit 1941 war auch die Arbeit des Kongresses von den Ereignissen des Zweiten Weltkrieges geprägt. Im Jahr 1933 wurde mit dem 21. Verfassungszusatz das im 18. Zusatzartikel verankerte Handelsverbot mit alkoholischen Getränken wegen praktischer Undurchführbarkeit wieder aufgehoben.